# Donté Curry
Donte Lamont Curry (conocido como Donte Curry, Savannah, 22 de julio de 1978) es un exjugador estadounidense de fútbol americano que ocupaba la posición de linebacker en la Liga Nacional de Fútbol (del inglés: National Football League). Además, jugó fútbol americano universitario en el Morris Brown College, siendo reclutado por los Green Bay Packers sin pasar por un Draft en 2001. También militó en los Washington Redskins (2001), Detroit Lions (2002-2007) y Carolina Panthers (2007-2008).

## Estadísticas en temporada regular
|              |      |    |            |        |        |   |     |           | Devoluciones | Devoluciones | Devoluciones | Devoluciones | Sacks y Tackles | Sacks y Tackles | Sacks y Tackles |
| Rk           | Año  | #  | Fecha      | Edad   | Equipo |   | Op  | Resultado | Rt           | Yds          | Y/Rt         | TD           | Sk              | Tkl             | Ast             |
| ------------ | ---- | -- | ---------- | ------ | ------ | - | --- | --------- | ------------ | ------------ | ------------ | ------------ | --------------- | --------------- | --------------- |
| 1            | 2002 | 6  | 20-10-2002 | 24-090 | DET    |   | CHI | G 23-20   | 0            | 0            |              | 0            | 1.0             | 0               | 0               |
| 2            | 2002 | 8  | 03-11-2002 | 24-104 | DET    |   | DAL | G 9-7     | 0            | 0            |              | 0            | 2.0             | 0               | 0               |
|              |      |    |            |        |        |   |     |           | Devoluciones | Devoluciones | Devoluciones | Devoluciones | Sacks y Tackles | Sacks y Tackles | Sacks y Tackles |
| Rk           | Año  | #  | Fecha      | Edad   | Equipo |   | Op  | Resultado | Rt           | Yds          | Y/Rt         | TD           | Sk              | Tkl             | Ast             |
| 3            | 2004 | 13 | 12-12-2004 | 26-143 | DET    | @ | GNB | P 13-16   | 1            | -1           | -1.00        | 0            | 0.0             | 0               | 0               |
|              |      |    |            |        |        |   |     |           | Devoluciones | Devoluciones | Devoluciones | Devoluciones | Sacks y Tackles | Sacks y Tackles | Sacks y Tackles |
| Rk           | Año  | #  | Fecha      | Edad   | Equipo |   | Op  | Resultado | Rt           | Yds          | Y/Rt         | TD           | Sk              | Tkl             | Ast             |
| 4            | 2008 | 4  | 28-09-2008 | 30-068 | CAR    |   | ATL | G 24-9    | 0            | 0            |              | 0            | 0.0             | 0               | 0               |
| 5            | 2008 | 5  | 05-10-2008 | 30-075 | CAR    |   | KAN | G 34-0    | 0            | 0            |              | 0            | 0.0             | 0               | 0               |
| 6            | 2008 | 7  | 19-10-2008 | 30-089 | CAR    |   | NOR | G 30-7    | 0            | 0            |              | 0            | 0.0             | 0               | 0               |
| 7            | 2008 | 8  | 26-10-2008 | 30-096 | CAR    |   | ARI | G 27-23   | 0            | 0            |              | 0            | 0.0             | 0               | 0               |
| 8            | 2008 | 9  | 09-11-2008 | 30-110 | CAR    | @ | OAK | G 17-6    | 0            | 0            |              | 0            | 0.0             | 0               | 0               |
| 9            | 2008 | 11 | 23-11-2008 | 30-124 | CAR    | @ | ATL | P 28-45   | 0            | 0            |              | 0            | 0.0             | 0               | 0               |
| 10           | 2008 | 12 | 30-11-2008 | 30-131 | CAR    | @ | GNB | G 35-31   | 0            | 0            |              | 0            | 0.0             | 0               | 1               |
| 11           | 2008 | 13 | 08-12-2008 | 30-139 | CAR    |   | TAM | G 38-23   | 0            | 0            |              | 0            | 0.0             | 0               | 0               |
| 12           | 2008 | 14 | 14-12-2008 | 30-145 | CAR    |   | DEN | G 30-10   | 0            | 0            |              | 0            | 0.0             | 0               | 1               |
| 13           | 2008 | 15 | 21-12-2008 | 30-152 | CAR    | @ | NYG | P 28-34   | 0            | 0            |              | 0            | 0.0             | 0               | 0               |
|              |      |    | 13 juegos  |        |        |   |     |           | 1            | -1           | -1.00        | 0            | 3.0             | 0               | 2               |
| Notas: 1. 2. |      |    |            |        |        |   |     |           |              |              |              |              |                 |                 |                 |